# Latridius porcatus
Latridius porcatus is een keversoort uit de familie schimmelkevers (Latridiidae). De wetenschappelijke naam van de soort werd in 1793 gepubliceerd door Herbst.